# Ninja Hattori-kun
Ninja Hattori-kun (jap.: 忍者ハットリくん), in einigen Ländern als Hattori the Ninja bekannt, ist eine japanische Manga-Serie von Fujiko A. Fujio, die zwischen 1964 und 1968 veröffentlicht wurde. Sie wurde mehrfach als Animeserie sowie als Dorama, Realfilm und Videospiel adaptiert.

## Inhalt
Der 11-jährige Kenichi Mitsuba (三葉 ケン一) ist ein durchschnittliches Kind, das die Oberschule besucht und nicht besonders gut im Lernen ist. Er ist sehr stur und faul und frustriert daher immer seine Eltern und seinen Lehrer. Er liebt es, einen einfachen Weg zu finden, sehr zum Ärger von Hattori. Der kleine Ninja Hattori Kanzō (服部 貫蔵) kam von den Iga-Bergen in die Stadt, um die Schule zu besuchen, und freundet sich mit Kenichi an. Bald gehört er zusammen mit seinem Bruder Shinzō (服部 心蔵) und seinem Ninja-Hund Shishimaru zur Mitsuba-Familie. Hattori hilft Kenichi bei seinen Problemen und behält ihn als guten Freund ständig im Auge.
Hauptgegner der beiden Freunde ist Kemumaki, ein Koga-Ninja und seine Ninja-Katze Kagechiyo (ケムマキ・ケムゾウ). Kemumaki stört Kenichi immer und der bittet Hattori, sich in vielen Folgen als wiederkehrende Handlung zu rächen. Auch streiten sich die beiden um die Liebe des Mädchens Yumeko (河合 夢子). Obwohl Hattori ein guter Freund ist, kämpft Kenichi manchmal mit Hattori aufgrund von Missverständnissen, die von Kemumaki verursacht wurden. Manchmal helfen ihm Jippō, Togejirō und Tsubame.
Es gibt fünf Hauptorte in der Serie: Tokio, ein Shinto-Tempel, die Provinz Iga, das Iga-Gebirge und das Kōga-Tal.

## Veröffentlichung
Der Manga erschien von 1964 bis 1968 im Magazin Shōnen beim Verlag Shogakukan. Dieser brachte die Kapitel auch gesammelt in 16 Bänden heraus. In den 1980er Jahren erschienen vereinzelt weitere Kapitel in anderen Magazinen beim gleichen Verlag.

## Verfilmungen
Die erste Adaption des Mangas war ein Dorama. Dieses wurde von TV Asahi von 1966 bis 1968 ausgestrahlt.
Es folgte eine Anime-Serie, die von Shin-Ei Animation produziert worden war. Regie führte Hiroshi Sasagawa und die Drehbücher schrieb Masaaki Sakurai. Die künstlerische Leitung lag bei Takashi Miyano und die Musik komponierte Shunsuke Kikuchi. Für den Vorspann verwendete man das Lied Ninja Hattori-kun von Ayako Hori & Columbia Yurikago-kai. Die insgesamt 694 je 10 Minuten langen Folgen wurden ab dem 28. September 1981 von TV Asahi ausgestrahlt. Die letzte Folge wurde am 25. Dezember 1987 gezeigt. Eine spanische Synchronfassung wurde in Spanien und Lateinamerika gezeigt, eine italienische mehrfach von diversen italienischen Fernsehsendern. Außerdem wurde eine arabische Fassung produziert, die in mehreren Ländern ihre Ausstrahlung fand.
Im Januar 2012 gab Nikkei auf seiner Website bekannt, dass ein Remake der Anime-Serie von der indischen Produktionsfirma Reliance MediaWorks und Shin-Ei Animation produziert wird. Die Ankündigung war Teil eines Vorhabens, mehrere Remakes populärer Anime-Fernsehserien zu produzieren, die über Fernsehsender auf dem asiatischen Markt ausgestrahlt werden sollen, um Japans stagnierendem heimischen Anime-Markt aufgrund seiner sinkenden Geburtenrate entgegenzuwirken. Regie führten Tetsuo Yasumi, der auch die Drehbücher schrieb, und Takeshi Kino. Das Charakterdesign entwarf Sadayoshi Tominaga und die künstlerische Leitung lag bei Masaru Amamizu, Nobuaki Mihara und Sachiko Kigasawa. Die Musik komponierte Shunsuke Kikuchi. Seit Mai 2012 wird die neue Serie von Nick India ausgestrahlt. Die Premiere in Japan folgte am 13. Mai 2013. Außerdem folgten Ausstrahlungen in Indonesien und China sowie über Netflix auf Englisch und beim Disney Channel auf Spanisch. Bisher umfasst die Serie 104 Folgen.

### Synchronsprecher
| Rolle           | Japanische Sprecher (1981) (Seiyū) | Japanische Sprecher (2012) |
| --------------- | ---------------------------------- | -------------------------- |
| Kanzou Hattori  | Junko Hori                         | Junko Hori                 |
| Kemuzō Kemumaki | Kaneta Kimotsuki                   | Kazuki Ogawa               |
| Shinzō Hattori  | Yūko Mita                          | Yukiko Hinata              |
| Yumeko Kawai    | Runa Akiyama                       | Haruka Satō                |
| Kenichi Mitsuba | Masako Sugaya                      | Tomomi Tenjibayashi        |
| Kagechiyo       | Eiko Yamada                        | Ai Fukada                  |
| Shishimaru      | Ken'ichi Ogata                     | Ken'ichi Ogata             |

### Kinofilme
Zum Manga entstanden mehrere Anime-Filme von Shin-Ei:
- 1982: Ninja Hattori-kun: Nin Nin Ninpō Enikki no Maki
- 1983: Ninja Hattori-kun NinxNin Furusato Daisakusen no Maki
- 1984: Ninja Hattori-kun + Pā-man Chō-Nōryoku Wars
- 1985: Ninja Hattori-kun + Pā-man Ninja Kaijū Jippō VS Miracle Tamago

Im Jahr 2004 kam außerdem der Realfilm Ninja Hattori Kun The Movie in die japanischen Kinos.

## Videospiele
Am 5. März 1986 erschien ein Videospiel für die NES von Hudson Soft zu Hattori-kun.